# 1755 a tudományban
Az 1755. év a tudományban és a technikában.

## Geológia
- November 1-jén hatalmas földrengés rázza meg Lisszabont (30 000 halott).

## Kémia
- Joseph Black felfedezi a szén-dioxidot és a magnéziumot.

## Díjak
- Copley-érem: John Huxham

## Születések
- április 10. – Samuel Hahnemann német orvos, a homeopátia rendszerének kidolgozója († 1843)
- április 11. - James Parkinson sebész († 1824)
- Fausto D'Elhuyar kémikus († 1833)

## Halálozások
- február - Pehr Löfling botanikus (* 1729)
- május 20. - Johann Georg Gmelin botanikus, geográfus (* 1709)